# I. e. 5. évezred

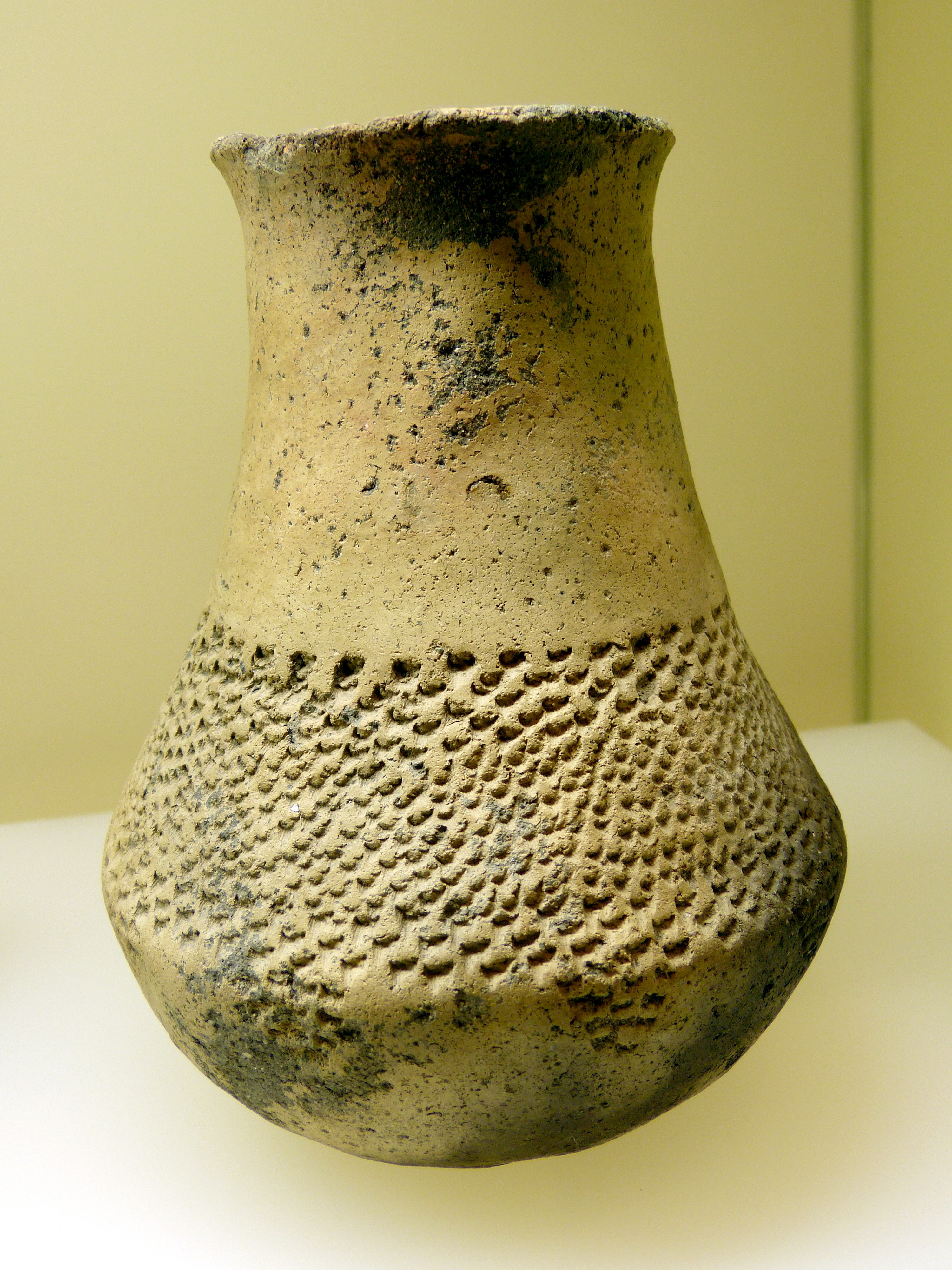
I. e. 4500 körül készült korsó a Brandenburgi Állami Múzeumban

| Évezredek i.e. | 10. | 9. | 8. | 7. | 6. | 5. | 4. | 3. | 2. | 1. | Időszámítás kezdete | 1. | 2. | 3. | 4. | 5. | 6. | 7. | 8. | 9. | 10. | Évezredek i.sz. |

## Események
- i. e. ~5000–4000 között: a Jeges-tenger átmenetileg valószínűleg jégmentes volt.[1]
- i. e. 4500 körül: kialakult a szántásos mezőgazdaság Európában
- i. e. 4500 körül: Susa és Kis települések Mezopotámiában
- i. e. 4570–4250 körül: Merimde kultúra a Nílus mellett
- i. e. 4400–4000 körül: Badari-kultúra a Nílus mellett
- i. e. 4000 körül: a tenger szintje kb. a mai magasságig emelkedett

## Találmányok, felfedezések
- az arany és a termésréz használatának kezdete (rézkor)
- a kerék megjelenése Mezopotámiában
- az írás megjelenése a Kárpát-medencében (tatárlakai lelet, Vinča–Tordos-kultúra)
- a vízibivaly háziasítása Kínában

## Érdekességek
- A Biblia erre az időszakra teszi a világ teremtését, és a zsidó időszámítás kezdete is ekkorra tehető. (A Mózes első könyve alapján végzett számítások szerint.) „Egy nap annyi mint, ezer esztendő, és ezer esztendő annyi, mint egy nap.”[forrás?]
- i. e. 4004: a szabadkőműves naptár időszámításának kezdete, a Fény Éve (Anno Lucis), a bibliai Teremtés éve.